# Агбаджи, Очаи
Очаи Агбаджи (англ. Ochai Agbaji; род. 20 апреля 2000, Милуоки, Висконсин) — американский профессиональный баскетболист клуба НБА «Торонто Рэпторс».

## Профессиональная карьера

### Юта Джаз (2022–2024)
Агбаджи был выбран под 14-м номером на драфте НБА 2022 года командой «Кливленд Кавальерс». 2 июля 2022 года Агбаджи подписал контракт новичка с «Кавальерс».
1 сентября 2022 года Агбаджи был продан вместе с Коллином Секстоном, Лаури Маркканеном, тремя выборами первого раунда и двумя обменами пиками в «Юту Джаз» в обмен на Донована Митчелла. Агбаджи дебютировал в НБА 19 октября, сыграв одну минуту в выигранной со счётом 123–102 игре против «Денвер Наггетс». 8 апреля 2023 года Агбаджи набрал рекордные в карьере 28 очков также в игре против «Наггетс».

### Торонто Рэпторс (2024–настоящее время)
8 февраля 2024 года Агбаджи был продан в «Торонто Рэпторс» вместе с Келли Олиником в обмен на Кайру Льюиса, Отто Портера и выбор в первом раунде драфта 2024 года, который стал 29-м выбором. 27 ноября 2024 года Агбаджи набрал 24 очка, реализовав 9 из 10 бросков и реализовав 6 из 7 трёхочковых в выигранной со счётом 119–93 игре против «Нью-Орлеан Пеликанс».

## Статистика

### Статистика в НБА
| Сезон                                                                                    | Команда | Регулярный сезон | Регулярный сезон | Регулярный сезон | Регулярный сезон | Регулярный сезон | Регулярный сезон | Регулярный сезон | Регулярный сезон | Регулярный сезон | Регулярный сезон | Регулярный сезон | Серия плей-офф | Серия плей-офф | Серия плей-офф | Серия плей-офф | Серия плей-офф | Серия плей-офф | Серия плей-офф | Серия плей-офф | Серия плей-офф | Серия плей-офф | Серия плей-офф |
| Сезон                                                                                    | Команда | GP               | GS               | MPG              | FG%              | 3P%              | FT%              | RPG              | APG              | SPG              | BPG              | PPG              | GP             | GS             | MPG            | FG%            | 3P%            | FT%            | RPG            | APG            | SPG            | BPG            | PPG            |
| ---------------------------------------------------------------------------------------- | ------- | ---------------- | ---------------- | ---------------- | ---------------- | ---------------- | ---------------- | ---------------- | ---------------- | ---------------- | ---------------- | ---------------- | -------------- | -------------- | -------------- | -------------- | -------------- | -------------- | -------------- | -------------- | -------------- | -------------- | -------------- |
| 2022/23                                                                                  | Юта     | 59               | 22               | 20,5             | 42,7             | 35,5             | 81,2             | 2,1              | 1,1              | 0,3              | 0,3              | 7,9              | Не участвовал  | Не участвовал  | Не участвовал  | Не участвовал  | Не участвовал  | Не участвовал  | Не участвовал  | Не участвовал  | Не участвовал  | Не участвовал  | Не участвовал  |
| 2023/24                                                                                  | Юта     | 51               | 10               | 19,7             | 42,6             | 33,1             | 75,0             | 2,5              | 0,9              | 0,5              | 0,6              | 5,4              | Не участвовал  | Не участвовал  | Не участвовал  | Не участвовал  | Не участвовал  | Не участвовал  | Не участвовал  | Не участвовал  | Не участвовал  | Не участвовал  | Не участвовал  |
| 2023/24                                                                                  | Торонто | 27               | 18               | 23,6             | 39,1             | 21,7             | 61,1             | 3,3              | 1,3              | 0,7              | 0,6              | 6,7              | Не участвовал  | Не участвовал  | Не участвовал  | Не участвовал  | Не участвовал  | Не участвовал  | Не участвовал  | Не участвовал  | Не участвовал  | Не участвовал  | Не участвовал  |
| 2024/25                                                                                  | Торонто | 64               | 45               | 27,2             | 49,8             | 39,9             | 70,8             | 3,8              | 1,5              | 0,9              | 0,5              | 10,4             | Не участвовал  | Не участвовал  | Не участвовал  | Не участвовал  | Не участвовал  | Не участвовал  | Не участвовал  | Не участвовал  | Не участвовал  | Не участвовал  | Не участвовал  |
|                                                                                          | Всего   | 201              | 95               | 22,8             | 45,0             | 35,3             | 73,4             | 2,9              | 1,2              | 0,6              | 0,4              | 7,9              | Не участвовал  | Не участвовал  | Не участвовал  | Не участвовал  | Не участвовал  | Не участвовал  | Не участвовал  | Не участвовал  | Не участвовал  | Не участвовал  | Не участвовал  |
| Наведите курсор мыши на аббревиатуры в заголовке таблицы, чтобы прочесть их расшифровку. |         |                  |                  |                  |                  |                  |                  |                  |                  |                  |                  |                  |                |                |                |                |                |                |                |                |                |                |                |

### Статистика в Джи-Лиге
| Сезон                                                                                    | Команда              | Регулярный сезон | Регулярный сезон | Регулярный сезон | Регулярный сезон | Регулярный сезон | Регулярный сезон | Регулярный сезон | Регулярный сезон | Регулярный сезон | Регулярный сезон | Регулярный сезон | Серия плей-офф | Серия плей-офф | Серия плей-офф | Серия плей-офф | Серия плей-офф | Серия плей-офф | Серия плей-офф | Серия плей-офф | Серия плей-офф | Серия плей-офф | Серия плей-офф |
| Сезон                                                                                    | Команда              | GP               | GS               | MPG              | FG%              | 3P%              | FT%              | RPG              | APG              | SPG              | BPG              | PPG              | GP             | GS             | MPG            | FG%            | 3P%            | FT%            | RPG            | APG            | SPG            | BPG            | PPG            |
| ---------------------------------------------------------------------------------------- | -------------------- | ---------------- | ---------------- | ---------------- | ---------------- | ---------------- | ---------------- | ---------------- | ---------------- | ---------------- | ---------------- | ---------------- | -------------- | -------------- | -------------- | -------------- | -------------- | -------------- | -------------- | -------------- | -------------- | -------------- | -------------- |
| 2022/23                                                                                  | Солт-Лейк-Сити Старз | 9                | 9                | 32,0             | 38,3             | 31,5             | 87,5             | 3,4              | 2,0              | 0,6              | 0,8              | 13,1             | Не участвовал  | Не участвовал  | Не участвовал  | Не участвовал  | Не участвовал  | Не участвовал  | Не участвовал  | Не участвовал  | Не участвовал  | Не участвовал  | Не участвовал  |
|                                                                                          | Всего                | 9                | 9                | 32,0             | 38,3             | 31,5             | 87,5             | 3,4              | 2,0              | 0,6              | 0,8              | 13,1             | Не участвовал  | Не участвовал  | Не участвовал  | Не участвовал  | Не участвовал  | Не участвовал  | Не участвовал  | Не участвовал  | Не участвовал  | Не участвовал  | Не участвовал  |
| Наведите курсор мыши на аббревиатуры в заголовке таблицы, чтобы прочесть их расшифровку. |                      |                  |                  |                  |                  |                  |                  |                  |                  |                  |                  |                  |                |                |                |                |                |                |                |                |                |                |                |

### Статистика в NCAA
| Сезон | Команда | Conf   | Class | GP  | GS  | MPG  | FG%  | 3P%  | FT%  | RPG | APG | SPG | BPG | PPG  |
| --- | ------- | ------ | ----- | --- | --- | ---- | ---- | ---- | ---- | --- | --- | --- | --- | ---- |
| 2018/19 | Канзас  | Big 12 | FR    | 22  | 16  | 25,9 | 44,9 | 30,7 | 69,4 | 4,6 | 0,9 | 0,5 | 0,5 | 8,5  |
| 2019/20 | Канзас  | Big 12 | SO    | 31  | 31  | 33,3 | 42,8 | 33,8 | 67,3 | 4,2 | 2,0 | 1,2 | 0,3 | 10,0 |
| 2020/21 | Канзас  | Big 12 | JR    | 30  | 30  | 33,7 | 42,0 | 37,7 | 68,9 | 3,7 | 1,9 | 1,1 | 0,5 | 14,1 |
| 2021/22 | Канзас  | Big 12 | SR    | 39  | 39  | 35,1 | 47,5 | 40,7 | 74,3 | 5,1 | 1,6 | 0,9 | 0,6 | 18,8 |
| Всего | Всего   | Всего  | Всего | 122 | 116 | 32,6 | 44,8 | 37,3 | 71,4 | 4,4 | 1,6 | 1,0 | 0,5 | 13,5 |
| Наведите курсор мыши на аббревиатуры в заголовке таблицы, чтобы прочесть их расшифровку Статистика приведена с сайта sports-reference.com |         |        |       |     |     |      |      |      |      |     |     |     |     |      |